# NK Ivančna Gorica
El NK Ivančna Gorica (en español: Ivančna Gorica Fútbol Club) es un equipo de fútbol de Eslovenia que juega en la 3. SNL, la tercera división de fútbol en el país.

## Historia
Fue fundado en el año 1973 en el pueblo de Ivančna Gorica y pasó en las divisiones regionales de Eslovenia en el periodo en el que el territorio formaba parte de la antigua Yugoslavia.
Tras la disolución de Yugoslavia y la independencia de Eslovenia en 1991 se unió a la 3. SNL con el nombre NK Livar por razones de patrocinio, en la tercera división nacional, pasando entre esa liga y la cuarta división hasta que en la temporada 1997/98 logra por primera vez el ascenso a la 2. SNL.
En la temporada 2006/07 gana el título de la segunda categoría por primera vez y logra el ascenso a la Prva SNL, donde fue debut y despedida de la primera división nacional al terminar último lugar entre 12 equipos donde solo ganó cuatro partidos de 36 que jugó y terminó a 27 puntos del penúltimo de la tabla.

## Palmarés
- Slovenian Second League: 1

2006–07
- Slovenian Third League: 1

1998–99
- 4. SNL: 1

1997–98
- MNZ Ljubljana Cup: 1

2014–15